# Teoria del substrat bascònic

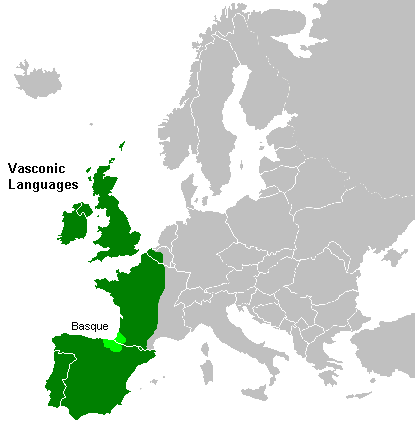
Àrea proposada per a l'expansió del substrat bascònic.

La teoria del substrat bascònic és una hipòtesi proposada pel lingüista alemany Theo Vennemann, segons la qual molts d'idiomes d'Europa occidental contenen restes d'una antiga família lingüística de la qual l'euskera és l'única supervivent.

## Hipòtesi
Segons Theo Vennemann, les llengües bascòniques van estar un cop esteses pel continent europeu abans de ser reemplaçades en la seva majoria per les llengües indoeuropees. Relíquies d'aquests idiomes inclouen topònims a l'Europa Central i Occidental i alguns vocables que no poden atribuir-se a l'ancestre comú indoeuropeu.
Segons la hipòtesi de Theo Vennemann, després de l'última Edat de gel pobles bascònics procedents del nord de la península ibèrica es van assentar a l'Europa Occidental i van donar nom als rius i llocs, noms que sovint persisteixen actualment malgrat estar en regions on ara es parlen llengües indoeuropees. La tesi es basa en els paral·lelismes existents en la hidronimia europea, ja assenyalats per Hans Krahe, i en paral·lelismes culturals trobats per Marija Gimbutas, que pressuposen substrats antics preindoeuropeus. Theo Vennemann creu que un dels substrats és el basc perquè els elements típics dels topònims preindoeuropeus es poden explicar a través de la llengua basca, per exemple, l'element aran basc unificat haran «vall», en noms com Vall d'Aran, Arundel, Ahrensburg o Arendal.
Una altra prova del substrat bascònic, segons Vennemann, és la persistència dels vigesimals (numeració amb base 20) que, a més del basc, es troba en les llengües cèltiques, el francès i el danès.
Vennemann també presenta proves de la genètica i els tipus de sang compartits pels bascos amb les poblacions de l'Europa occidental i central, especialment a les zones típiques de refugi, com les muntanyes. El lingüista finlandès Kalevi Wiik va plantejar des de l'any 1999 que el basc actual és el que resta d'un grup de llengües bascoides que es van parlar en temps paleolítics en tot l'occident europeu i que va veure reduït el seu àmbit d'influència a causa de l'expansió indoeuropea. Indicà, a més, que aquesta observació coincideix amb la distribució homogènia a l'àrea atlàntica del haplogrup R1b del cromosoma I.

## Crítiques
Diversos lingüistes han criticat la hipòtesi de Vennemann.
Una ressenya crítica va ser publicada en 2006 per Philip Baldia i Richard Pageb.
El lingüista britànic P.R. Kitson va confrontar les teories de Vennemann i va afirmar que la probabilitat que la toponímia i hidronímia tinguin orígens indoeuropeus és major. El lingüista alemany Dieter Steinbauer va argumentar que una llengua aïllada com el basc no és apta per a la reconstrucció d'una llengua de substrat, ja que hi ha poques dades històriques per al basc i que és conegut que en el basc s'hi han adoptat moltes paraules de llengües indoeuropees. Steinbauer va criticar també Vennemann per assumir arrels basques amb grups de consonants inicials i per no tenir en compte les indicacions que l'idioma etrusc sembla més relacionat amb les llengües occidentals d'Anatolia, i per diverses falles metodològiques.
L'estudiós del basc R. L. Trask, després de moltes crítiques puntuals als mètodes seguits per Vennemann, conclou que ha identificat una llengua aglutinant, però sense relació amb el basc i que podria tractar-se simplement de l'indoeuropeu, com ha estat l'opinió de Krahe, Tovar, De Falç, Kitson, Villar i altres investigadors. Joseba Andoni Lakarra, investigador del protoeuskera, critica les tesis de Vennemann, dient, com Trask, que utilitza arrels basques modernes que no es corresponen al basc arcaic. Així mateix opina Lakarra que, encara que el basc actual és una llengua aglutinant, creu que hi ha motius per creure que antigament no ho era.

## Les proves genètiques

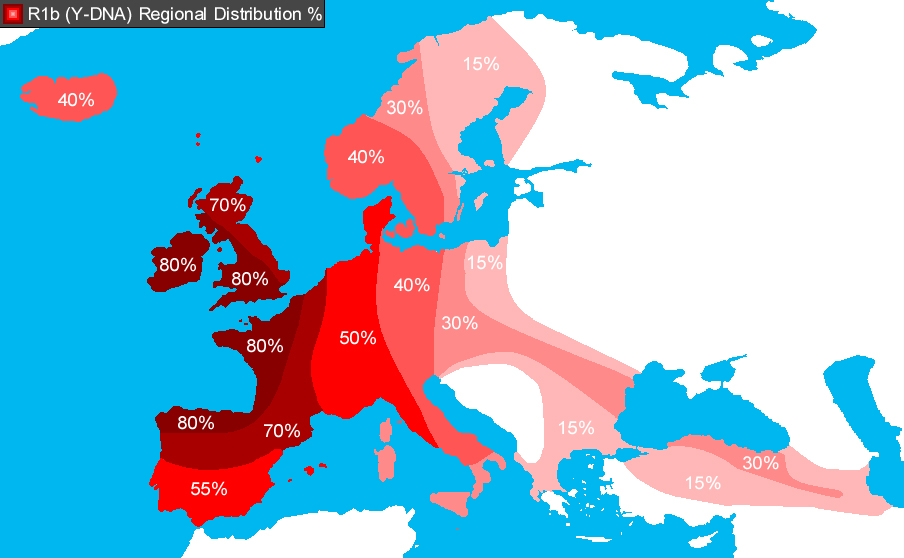
Distribució de l'haplogrup R1b del cromosoma I, predominant en el nord d'Espanya, occident de França, Irlanda i Gran Bretanya.

En 2001, un estudi científic va revelar que bascos i celtes són «genèticament germans de sang». A aquesta conclusió hi va arribar un equip d'investigadors de l'University College London (UCL) que, després d'haver analitzat i comparat els models genètics de bascos, celtes de Gal·les i celtes d'Irlanda, ha conclòs que són «increïblement similars».
Segons la teoria del professor Stephen Oppenheimer de la Universitat d'Oxford, l'investigador David Goldstein del University College London i el lingüista alemany Theo Vennemann, tant els habitants d'Irlanda com els de Gran Bretanya (especialment els de Gal·les i Escòcia) tindrien el seu origen al País Basc i els seus avantpassats bascos haurien viatjat cap al nord creuant les Landes, Aquitània i Bretanya a les Illes Britàniques en una època en la qual el nivell del mar era més baix que l'actual i les actuals Illes Britàniques estaven unides al continent europeu, la qual cosa hauria fet possible aquesta migració.
Oppenheimer va indicar que es va realitzar una recerca amb 10 000 habitants de les Illes Britàniques: entre el 95% i el 58% del component genètic d'aquests voluntaris coincidia amb la dels bascos, la qual cosa tirava per terra la teoria que els habitants de les Illes Britàniques eren descendents genètics directes dels celtes.
El 90% del component genètic dels voluntaris irlandesos es corresponia amb el dels bascos, el 80% del dels gal·lesos i el 70% del dels escocesos i anglesos. Per tant, serien dos terços dels habitants d'aquestes illes els que tindrien un origen comú amb els bascos. Més tard es van donar les invasions de vikings i normands a les Illes Britàniques, dels quals els seus actuals habitants, especialment els anglesos i part dels escocesos, en serien els seus descendents, un 5% dels vikings i un 5% dels normands.
Segons Dan Bradley, genetista de la Universitat Trinity College de Dublín «hi ha una concordança significativa entre els orígens genètics irlandesos i bascos».
En paraules de la dita investigadora, «quan es mira cap a tots aquests elements en el seu conjunt, comença a observar-se una imatge que ens deixa veure que, al llarg de tota la costa atlàntica d'Europa -que inclou més o menys totes les àrees cèltiques i la zona pirinenca, incloent Euskal Herria- es produeixen àmplies similituds tant en el cromosoma I com en l'ADN mitocondrial i, fins a cert punt, també en el d'alguns grups sanguinis: per exemple, el grup O. D'entre els diversos haplogrupos d'ADN mitocondrial humà que es troben a Europa, existiria un vincle entre el haplogrup H de ADNmt -mtDNA-, el substrat bascònic.

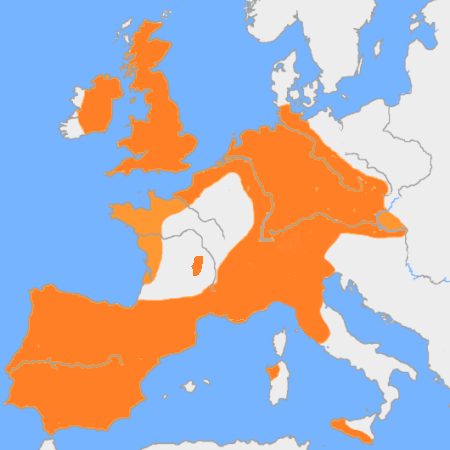
Expansió de la cultura del vas campaniforme.

Les anàlisis genètiques de restes antigues trobades a Europa fins al moment permeten afirmar que el haplogrup H de l'AdN mitocondrial pròpiament dit solament s'ha trobat a Europa, encara que amb baixa freqüència, en restes humanes a partir del Neolític primerenc, fa 7.450 anys, en tres variants d'H1, així com H23, H26, H46 i H88. La diversitat de l'haplogrup H a Europa apareix a partir del Neolític Mitjà, en restes de fa aproximadament 6.100 a 5.500 anys, en els quals s'han trobat també els haplogrups H3, H5, H7, H10, H16 i H89. Una major diversitat i l'augment de la freqüència va ser el resultat de contribucions genètiques substancials de successives cultures paneuropees i en particular la cultura del vas campaniforme, que es va expandir des de la península ibèrica en el Neolític Tardà, fa uns 4.800 anys. A partir de llavors es van difondre H2, H3, H4, H11, H13, H16, a més d'H1.
D'acord amb l'anterior, l'expansió del substrat antic europeu o bascònic hauria ocorregut en forma articulada amb l'expansió de la cultura del vas campaniforme fa uns 4.800 anys. Com que aquesta cultura va ser present a Irlanda i Gran Bretanya, pot pensar-se que en aquesta època el mar ja no era vist com un impediment insalvable per comunicar-se, sinó com una oportunitat. Si es mira el sud-oest d'Irlanda, la seva zona més accessible per mar és pel sud-oest de l'illa de Gran Bretanya, Bretanya i el golf de Biscaia. El substrat antic bascònic hauria antecedit llavors l'arribada de les llengües indoeuropees a Europa i en particular abans de l'expansió de les llengües cèltiques per l'Europa central i occidental, que solament hauria començat fa uns tres mil anys, desenvolupant-se entre els anys 1000 i 500 a. C.